# صحن، ادلب
صحن (به عربی: الصحن) یک منطقهٔ مسکونی در سوریه است که در ناحیه محمبل واقع شده‌است. صحن ۲٬۰۳۵ نفر جمعیت دارد.